# Judy Strong
Judith „Judy“ Ann Strong (* 26. März 1960 in Northampton, Massachusetts) ist eine ehemalige Hockey-Spielerin aus den Vereinigten Staaten. Sie gewann 1984 eine olympische Bronzemedaille.

## Leben
Judy Strong war Mitglied der Damen-Hockeynationalmannschaft der Vereinigten Staaten bei den Olympischen Spielen 1984 in Los Angeles. Dort trafen in der Gruppenphase alle sechs teilnehmenden Teams aufeinander. Es siegten die Niederländerinnen vor den Deutschen. Dahinter lagen die Mannschaft der Vereinigten Staaten, die Australierinnen und die Kanadierinnen punktgleich. Während die Kanadierinnen ein negatives Torverhältnis hatten, lagen auch hier das US-Team und die Australierinnen gleichauf. Die beiden Teams trugen deshalb 15 Minuten nach dem Ende des letzten Spiels ein Siebenmeterschießen um die Bronzemedaille aus, das die Amerikanerinnen mit 10:5 gewannen. Judy Strong verwandelte wie alle Schützinnen ihrer Mannschaft beide Siebenmeter.
Judy Strong besuchte die University of Massachusetts und spielte dort anfangs Hockey und Basketball, ersetzte dann aber Basketball durch Lacrosse. Sie wurde später Sportlehrerin am Smith College. Dort betreute sie 16 Jahre das Frauen-Lacrosse-Team und 20 Jahre lang das Hockey-Team. Neben ihrer Tätigkeit am College und dem Trainerjob war sie auch als Schiedsrichterin in beiden Sportarten tätig.